# (73490) 2002 PR123
(73490) 2002 PR123 – planetoida z pasa głównego asteroid okrążająca Słońce w ciągu 5,51 lat w średniej odległości 3,12 j.a. Odkryta 12 sierpnia 2002 roku.